# Bafia
Bafia  este un oraș  în partea de centrală a Camerunului, în  provincia Centru.